# دژ قریات
 قلعه قریات  (به عربی: حصن الحزم)، یکی از قلعه‌های تاریخی کشور پادشاهی عمان ویکی از 
(نقاط دیدنی سلطنت عمان) است.  این قلعه در  ۲۰۰ سال پیش و در دوران  فرمانروایی السید  حمد بن سعید البوسعیدی  بنا شده‌است. نامبرده یکی از والیان مشهور «ولایت قریات»   بودند، قلعه مزبور مقر حمکرانی ومقر اقامت گاه والی شهر بود. قلعه قریات در سال ۱۹۸۷ میلادی توسط شهرداری شهرستان قریات مرمت گردیده‌است وهم اکنون یکی موزه‌های مشهور و از نقات  گردشگری   این شهرستان است، ومورد بازدید گردشگران جهان است وسالیانه عده زیادی از خارج و داخل سلطنت عمان  از این موزه بازدید می‌نمایند.  قلعه    به صورت مستطیل ساخته شده‌است، و در ضلع جنوبی شرقی قلعه برج دایره مانندی قرار دارد. قلعه در وسط   شهر قریات  و در  استان مسقط واقع شده‌است.